# Siva-skriget
Siva-skriget er et dansk radiodrama af Cecil Burton (pseudonym for den danske forfatter og oversætter Else Faber). Det blev sendt af Danmarks Radio i perioden 6. juli til 10. august 1956. Dramaet blev sendt som en kriminalføljeton i seks dele og handler om en række fiktive mord begået i London og deres opklaring. Titlen henviser til, at der i forbindelse med hvert mord lyder et skingert, nervepirrende skrig, der for hovedpersonerne leder tanken hen på den hinduistiske guddom Shiva (eller Siva).
I 2008 producerede Danmarks Radio en genindspilning af radiodramaet.